# Elisabet Holm
Elisabet Holm, född Larson den 21 november 1917 i Karlstad, död 26 juni 1997 i Karlskoga, var en svensk sjuksköterska och politiker (moderat), som var statsråd (sjukvårdsminister) 1979–1981.
Holm var under många år aktiv som kommunalpolitiker i Karlskoga kommun och landstingspolitiker i Örebro län. Hon var förste vice ordförande i Moderata kvinnoförbundet 1972–1978, och statsråd i regeringen Fälldin II 1979–1981.